# ミール・アリー・シール・ナヴァーイー

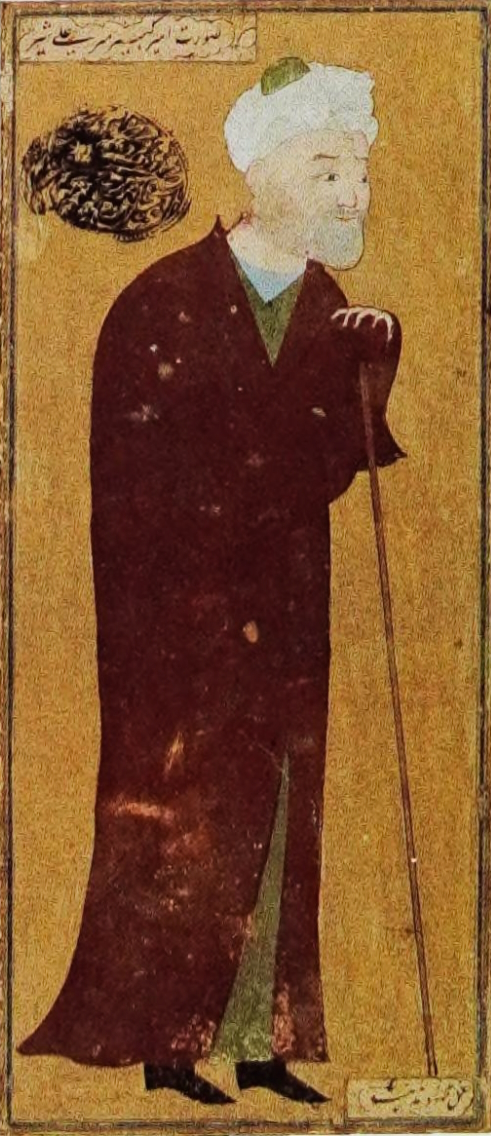
ミール・アリー・シール・ナヴァーイー

ミール・アリー・シール・ナヴァーイー（ペルシア語: مير علی شير نوايی、Mīr ʿAlī Shīr Navā'ī、ウズベク語: Alisher Navoiy / Алишер Навоий、1441年2月9日 - 1501年1月3日）は、ティムール朝の政治家・詩人。
ナヴァーイーはチャガタイ語による詩作を好み、チャガタイ文学の確立者と見なされている。ティムール朝を代表する文人であり、チャガタイ語を文章語として確立した功績より、ウズベキスタンではソビエト連邦からの独立前から高い評価を受けている。

## 生涯
1441年にホラーサーン地方のヘラートで、ティムール朝の官吏ギヤースッディーン・キチュチネの子として生まれる。ティムール朝の王族フサイン・バイカラの乳兄弟として育った。4,5歳のときにナヴァーイーはヘラートのメクテブ（私塾）に通い、アラビア語とペルシア語を学び、サアディーの詩を暗記した。ナヴァーイーとフサインは同じメクテブで学び、大人になった時に成功を収めた方がもう一人を助けると誓いを立てた。
1447年にティムール朝の王シャー・ルフが没した後、ナヴァーイーの一家は混乱を避けてヘラートから退避する。ナヴァーイーとフサインはヘラートを本拠とする王族アブル・カースィム・バーブルに仕えたが、1457年にアブル・カースィムが没すると、ナヴァーイーはマシュハドに移住した。1464年に一旦ヘラートに戻った後、サマルカンドに移住し、多くの学者や文人と交流を持った。1469年にフサインがヘラートで政権を樹立した後、ナヴァーイーはヘラートの宮廷に出仕する。
ヘラートの宮廷でナヴァーイーは印璽官を務め、1472年にアミールの地位を授与された。ナヴァーイーは多くの財産を有していたが家族を持たず、フサインや他の高官に金品を贈与し、私費を投じて福利施設を建設した。また、多くのモスク（寺院）、マドラサ（神学校）を建立・修復した。
ナヴァーイーは他の政治家の悪政、腐敗を厳しく弾劾したため、フサインの側近と対立した。かつてナヴァーイーが保護を与えていた政治家ホージャ・マジュド・アッディーン・ムハンマドはナヴァーイーの意見を聞き入れず、しばしばフサインの前でナヴァーイーを中傷していた。1487年にナヴァーイーアスタラーバードの長官として現地に赴任するが、フサインにはマジュドに財政を委任させようとする意図があった。1488年にナヴァーイーは許可を受けずにヘラートに戻り、辞職してヘラートに住み続けることをフサインに願い出たが許可されず、アスタラーバードに帰還した。1489年以降はナヴァーイーは官職を保持しなかったが、政界でなおも影響力を保ち続けた。
1498年頃にナヴァーイーはメッカ巡礼を願い出たが、フサインから治安の悪化を理由に延期を勧められた。1500年12月末にナヴァーイーは反乱の鎮圧から帰還したフサインをヘラート郊外で出迎えたが、馬から降りたナヴァーイーは一人で歩くことができず、2人の家臣に支えられてフサインの元に近づいた。ナヴァーイーはフサインの手に口づけをした後に倒れこみ、ヘラートに運ばれたナヴァーイーは瀉血を施されたが効果は無く、1501年1月3日に没した。死後に盛大な葬儀が行われ、フサインはナヴァーイーの自宅に3日留まって喪に服した。

## 死後の評価
ナヴァーイーの作品はオスマン帝国の宮廷でも愛読され、後世の中央アジアのテュルク系諸民族からも人気を得ている。1945年にウズベク・ソビエト社会主義共和国の作家ムーサ・アイベクはナヴァーイーの生涯を題材とした小説『ナヴォイ』を発表し、多くのヨーロッパの国で『ナヴォイ』は翻訳されて出版された。他にも、ナヴァーイーを主題とする戯曲、映画が多く制作された。タシュケントの大通りにはナヴォイ（ナヴァーイー）の名前が冠され、オペラ劇場はナヴァーイー劇場と呼ばれている。1941年に生誕500周年、1966-68年に生誕525周年、ウズベキスタンが独立した1991年に生誕550周年が祝われた。イラン領のヘラートを中心に活動した生涯にもかかわらず、ウズベキスタンでは国家とウズベク民族を代表する歴史的英雄として強調されている。

## 文化事業
アリー・シール・ナヴァーイーはチャガタイ語の詩を詠む時に「ナヴァーイー（「美しい旋律」の意）」の筆名を、ペルシア語の詩を詠む時には「ファーニー」という筆名を使い分けていた。ナヴァーイーはチャガタイ語をペルシア語と比較し、チャガタイ語は簡潔かつ創造性に富み、ペルシア語は洗練された思索に適した言語であるとそれぞれの長所を解説し、文章語としてのチャガタイ語の優位性を主張した。
ティムール朝や自分自身の出自に関わるテュルク、モンゴルの歴史や伝承はナヴァーイーのチャガタイ文学作品の題材にはならず、自らが見聞きした出来事や
伝統的なペルシャ・イスラーム文学を題材とした。人生の四つの時期に応じて編集した詩集『意味の宝庫』はインドのペルシア詩人アミール・ホスローの発想に倣い、五部で構成される長編叙事詩『五部作』の形式はアミール・ホスローやニザーミーがとった伝統に則ったものである。『鳥の言葉 (Lison ut-Tayr)』は12世紀末から13世紀初頭のペルシア詩人ファリードゥッディーン・アッタールの『鳥の言葉 (Mantiq-ut Tayr)』と同じテーマ・韻律を用いたチャガタイ語詩であるが、ナヴァーイーの『五部作』『鳥の言葉』は元となったペルシア語詩の単なる翻訳・翻案を脱した独自の世界を形作っている。
ナヴァーイーは学者・文人の保護者でもあり、ティムール朝統治下のヘラートの文化の隆盛に大きな役割を果たした。ヘラートの宮廷や庭園では、ナヴァーイーが主宰する学者・文人・芸術家の集まりが催され、集まった人間たちは互いに才能を披露しあった。ナヴァーイーから援助を受けた人物として、画家のビフザード、シャー・ムザッファルらが挙げられる。1491年/92年に書き上げた『麗しきものの集まり』には、ナヴァーイーによる当時の文人評が記されている。ナヴァーイーはナクシュバンディー教団のスーフィー（聖者）・詩人のジャーミーとも交流があり、自身の哲学・政治・社会的思想を述べた『敬虔な信者の困惑』をジャーミーに献呈し、1496年にジャーミーが著した『スーフィー聖者列伝』をチャガタイ語に訳した。
また、ナヴァーイーは詩作以外に作曲、絵画も好んでいた。

## チャガタイ文学の作品

### 叙事詩
- 『五部作』
  - 「篤信家の驚嘆」
  - 「ファルハードとシーリーン」
  - 「ライラーとマジュヌーン」
  - 「七つの遊星」
  - 「イスカンダルの城壁」
- 『鳥の言葉』

### 詩集
- 『意味の宝庫』
  - 「少年時代の不思議」
  - 「青年時代の珍しきこと」
  - 「中年時代の驚き」
  - 「老年時代の収穫」

### その他の作品
- 『友愛のそよ風』
- 『のハディース』
- 『宝石の一聨』
- 『名士たちの集い』
- 『サイイド・ハサン・アルダシール伝』
- 『勇士ムハンマド伝』
- 『驚きの五部』
- 『諸韻律の天秤』
- 『二つの言語の裁定』
- 『預言者たちと賢者たちの歴史』
- 『イランの王者たちの歴史』
- 『心に愛されるもの』
- 『ムスリムたちの灯火』
- 『祈祷』
- 『書簡集』
- 『ワクフィーヤ』